# ジュッタ (小惑星)
ジュッタ（1183 Jutta）は小惑星帯に位置する小惑星。1930年2月22日にカール・ラインムートがケーニッヒシュトゥール天文台で発見した。
名前の由来不明。